# Joachim Mattern
Joachim Mattern (Beeskow, 2 de mayo de 1948) es un deportista de la RDA que compitió en piragüismo en la modalidad de aguas tranquilas.
Participó en dos Juegos Olímpicos de Verano en los años 1972 y 1976, obteniendo una medalla de oro y otra de plata en la edición de Montreal 1976. Ganó cinco medallas en el Campeonato Mundial de Piragüismo entre los años 1970 y 1977, y dos medallas en el Campeonato Europeo de Piragüismo de 1969.

## Palmarés internacional
| Juegos Olímpicos   | Juegos Olímpicos       | Juegos Olímpicos  | Juegos Olímpicos |
| Año                | Lugar                  | Medalla           | Competición      |
| ------------------ | ---------------------- | ----------------- | ---------------- |
| 1976               | Montreal (Canadá)      | Medalla de oro    | K2 500 m         |
| 1976               | Montreal (Canadá)      | Medalla de plata  | K2 1000 m        |
| Campeonato Mundial |                        |                   |                  |
| Año                | Lugar                  | Medalla           | Competición      |
| 1970               | Copenhague (Dinamarca) | Medalla de bronce | K2 1000 m        |
| 1970               | Copenhague (Dinamarca) | Medalla de plata  | K4 1000 m        |
| 1973               | Tampere (Finlandia)    | Medalla de bronce | K2 1000 m        |
| 1977               | Sofía (Bulgaria)       | Medalla de oro    | K2 500 m         |
| 1977               | Sofía (Bulgaria)       | Medalla de plata  | K2 1000 m        |
| Campeonato Europeo |                        |                   |                  |
| Año                | Lugar                  | Medalla           | Competición      |
| 1969               | Moscú (URSS)           | Medalla de oro    | K4 1000 m        |
| 1969               | Moscú (URSS)           | Medalla de oro    | K4 10 000 m      |